# 八线腹链蛇
八线腹链蛇（学名：Hebius octolineata）为水游蛇科东亚腹链蛇属的爬行动物，俗名八线游蛇。在中国大陆，分布于四川、贵州、云南等地，多栖息于海拔1000米左右到2000米以上山区的各种水体及其附近湿地以及多活动于湖边、河边、秧田及水沟边或潮湿山区灌丛草地中。其生存的海拔范围为700至2220米。该物种的模式产地在云南昆明。

## 保护
本种于2023年被收录入《有重要生态、科学、社会价值的陆生野生动物名录》。